# Speaker (popband)
Speaker var ett svenskt popband 1995-1999.
Speaker hade kontrakt med Stockholm Records. De hade främst två hitsinglar: Who Are You och Emaho. Bandet släppte två album: Well! Come Closer 1996 och Trace My Track 1999. På låten "Emaho" sjunger också den tibetanska sångerskan Chime Topgyal.

## Medlemmar
- Magnus Fridh
- Björn Palmberg
- Urban Robertsson
- Marcus Svanberg
- Helen Widmark